# Hege Haukeland Liadal
Hege Haukeland Liadal (* 29. November 1972 in Haugesund) ist eine norwegische Politikerin der sozialdemokratischen Arbeiderpartiet (Ap). Von 2013 bis 2021 war sie Abgeordnete im Storting.

## Leben
In der Zeit ab 1997 arbeitete Liadal in der Tourismusbranche. Sie war unter anderem als Reiseberaterin, Büroleiterin und von 2007 bis 2010 als Kundenzentrumsleiterin des öffentlichen Nahverkehrs der Provinz Rogaland tätig. In den Jahren 2010 bis 2012 war sie schließlich bei einer Adecco-Niederlassung in Haugesund tätig. Von 2011 bis 2013 saß sie im Stadtrat von Haugesund.

### Storting-Abgeordnete
Bei der Parlamentswahl 2013 zog Liadal erstmals in das norwegische Nationalparlament Storting ein. Dort vertrat sie den Wahlkreis Rogaland und wurde zunächst Mitglied im Familien- und Kulturausschuss. Nach der Wahl 2017 wechselte sie in den Energie- und Umweltausschuss. Während der laufenden Legislaturperiode ging sie im Oktober 2019 in den Gesundheits- und Fürsorgeausschuss über.

### Abrechnungsbetrug
Im Jahr 2019 wurde bekannt, dass sie von 2013 bis 2016 mehrfach falsche Reisekostenabrechnungen beim Parlament abgab. In 30 Fällen soll sie unrechtmäßige Geldforderungen über Reisekostenabrechnungen und andere Wege gestellt haben. So soll sie etwa Erstattungen für private Ausgaben eingereicht haben. Bereits nach ersten Meldungen zu diesen Vorfällen im April 2019 durch die Zeitung Aftenposten wurde Liadal von der Verwaltung des Stortings angezeigt.
Am 26. März 2021 wurde die Anklage der Staatsanwaltschaft wegen schweren vorsätzlichen Betrugs bekannt. Von der Staatsanwaltschaft wurde ihr Betrug bei 61 Abrechnungen für einen Betrag von etwa 115.000 Kronen vorgeworfen. Liadal selbst erklärte, dass sie den Betrug anerkenne, sie die Rechnungen allerdings versehentlich falsch eingereicht habe.
Im Vorfeld der Stortingswahl 2021 wurde sie nicht für die Wahlliste ihrer Partei in Rogaland nominiert. Liadal schied in der Folge im Herbst 2021 aus dem Parlament aus. Im Januar 2022 verkündete das Gericht Oslo tingrett das Urteil, das auf sieben Monate Haft wegen schweren Betrugs lautete. Sie hätte insgesamt 125.363 Kronen zu viel vom Storting ausgezahlt bekommen.